# 光滑細皮黑頭魚
光滑細皮黑頭魚為黑頭魚科的其中一種，為深海魚類，分布於西太平洋日本駿河灣與澳洲西部海域，棲息深度0-1700公尺，體長可達21公分，棲息在中層水域，生活習性不明。

## 扩展阅读
維基物種上的相關：光滑細皮黑頭魚